# 吉万県
吉万県（きつまん-けん）は中華人民共和国陝西省にかつて設置された県。
南北朝時代、西魏により安寧郡が設置された際に同時に設置された安人県を前身とする。582年（開皇2年）、隋朝が安寧郡を廃止した際に吉万県と改称された。605年（大業元年）に雕陰郡が廃止されるとその管轄区域が吉万県に統合されている。606年（大業2年）に廃止された。
唐代の史料には安民県と作られるが、これは太宗の諱を忌避した結果の書き換えである。